# Placas de identificação de veículos na Bolívia

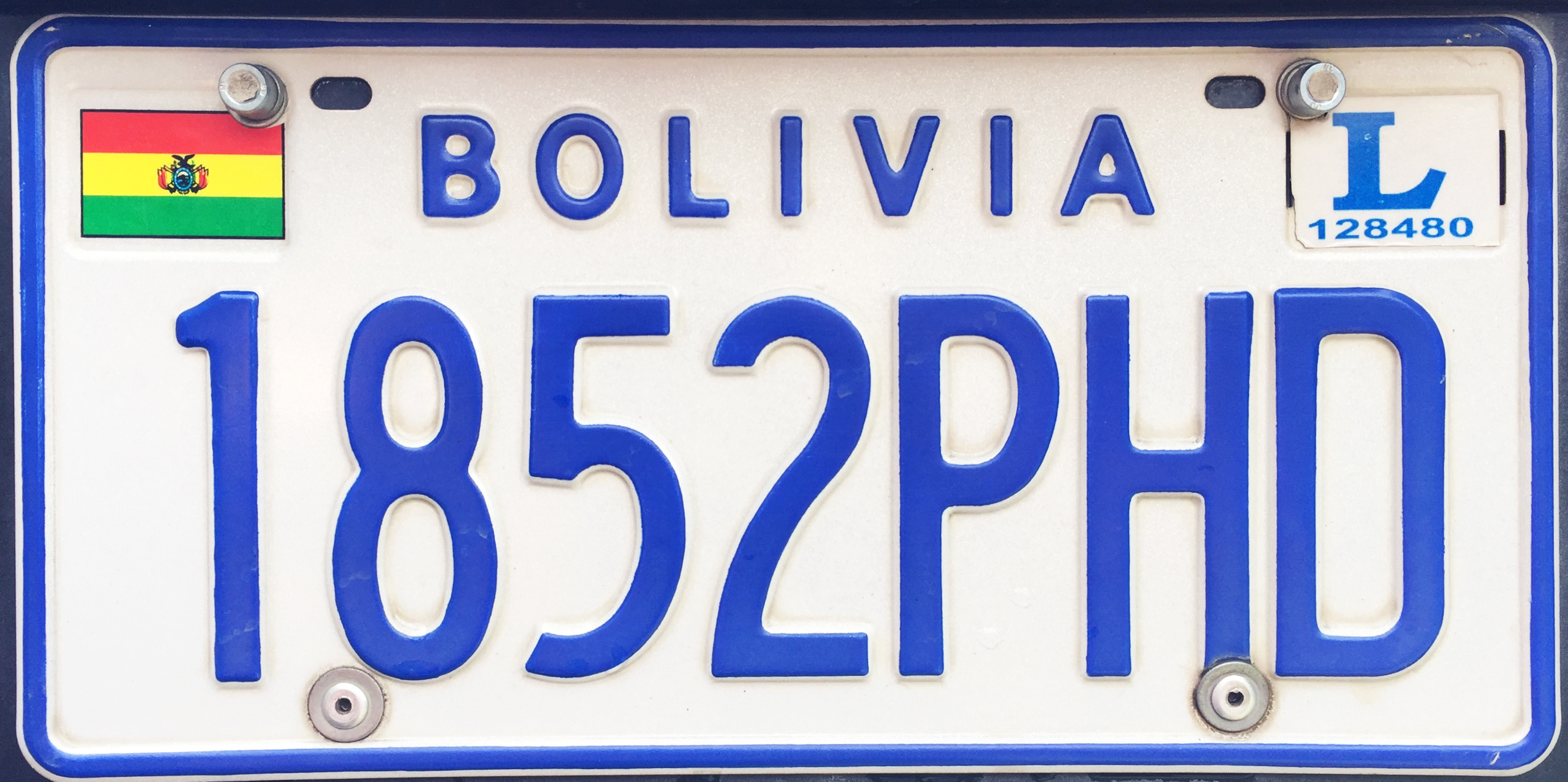
Placa de veículo particular no sistema atual da Bolívia, utilizado desde 1999. O adesivo no canto superior com a letra L indica o registro no departamento de La Paz.

As placas de identificação de veículos na Bolívia possuem dimensões semelhantes às placas usadas nos países da América do Norte, i.e., 12 por 6 polegadas (305 x 102 mm) O atual formato utiliza placas no formato 1234ABC, com a inscrição BOLIVIA na parte superior central, com ou sem a bandeira do país no canto superior esquerdo e com um esquema de cores que indicam sua utilização:
| Caractere | Fundo da placa | Utilização            |
| --------- | -------------- | --------------------- |
| Azul      | Branco         | Particular            |
| Preto     | Laranja        | Serviços públicos     |
| Preto     | Amarelo        | Público/Governamental |

## Indicação regional
A Bolívia é um Estado unitário dividido em nove departamentos indicados no sistema corrente de placas num adesivo no canto superior direito da placa.
| Departamento | Letra |
| ------------ | ----- |
| El Beni      | B     |
| Cochabamba   | C     |
| Chuquisaca   | H     |
| La Paz       | L     |
| Pando        | N     |
| Oruro        | O     |
| Potosí       | P     |
| Santa Cruz   | S     |
| Tarija       | T     |

## Padrão Mercosul - circulação internacional

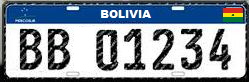
Placa boliviana, padrão Mercosul, uso restrito a veículos de carga destinados ao transporte internacional.

A Bolívia ainda não havia ingressado como país-membro do Mercosul em 2021, muito embora tenha dado vários passos nesse sentido, sendo ainda membro associado. No ano de 2017, o país colocou em vigência um modelo dentro do padrão Mercosul, distinto da placa regular boliviana, acima mostrada, para uso por veículos de carga em direção ao Peru, no formato AB 12345.